# 郑向东
郑向东（1968年11月—），男，四川隆昌人，中华人民共和国政治人物。西南大学经济管理学院农业经济管理专业毕业，博士研究生，管理学博士。

## 生平
1988年12月加入中国共产党。早年毕业于西南政法大学司法鉴定专业。1990年7月参加工作，供职于重庆市公安局、重庆市政府办公厅。2003年，担任中共重庆永川市委副书记；次年兼任永川市副市长。2006年，担任中共重庆市巫溪县县委书记。2012年12月当选重庆市南岸区区长。2018年2月24日，当选为第十三届全国人大代表。2019年10月，出任重庆市发展和改革委员会党组书记、主任。2020年4月，任重庆市人民政府副市长。